# Andrej Kabjakou

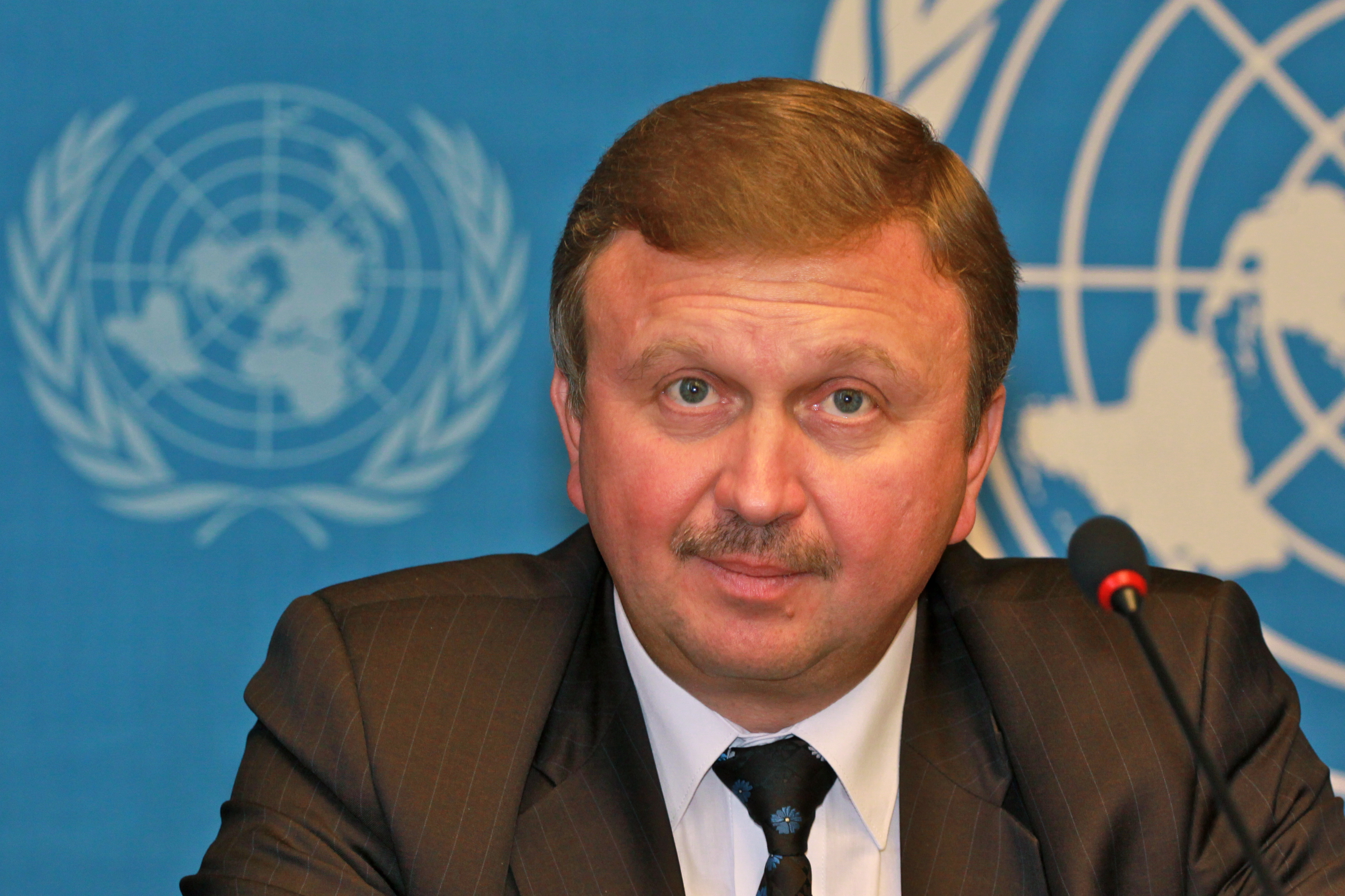
Andrej Kabjakou (2010)

Andrej Uladsimirawitsch Kabjakou (* 21. November 1960 in Moskau) ist ein belarussischer Politiker. Er war vom 27. Dezember 2014 bis 18. August 2018 Ministerpräsident von Belarus. Zuvor war er seit 2000 Vize-Ministerpräsident. Von 2002 bis 2003 war er zudem Wirtschaftsminister seines Landes.

## Lebenslauf und politischer Aufstieg
Andrej Kabjakou wurde 1960 in Moskau geboren und schloss 1983 am Moskauer Staatlichen Luftfahrtinstitut MAI als Maschinenbau-Ingenieur ab. Er arbeitete von 1985 bis 1995 in einer Fabrik für Diaprojektoren in der Kleinstadt Rahatschou in der Homelskaja Woblasz im Südosten des Landes, unterbrochen 1989 bis 1991 von einem Zweitstudium als Ökonom und Politologe an der Staatlichen Wirtschaftsuniversität und am Institut für Politische Wissenschaft und Soziales Management KPB in Minsk.
1995 wechselte Kabjakou in den Staatsdienst, zuerst als stellvertretender Leiter des Sicherheitsdienstes des Präsidenten. 1996 wurde er stellvertretender Vorsitzender der Staatlichen Kontrollkommission. Ab Juni 1998 führte Kabjakou den Staatskonzern für leichte Industriegüter, um im Dezember 1998 als Vorsitzender in die Staatliche Kontrollkommission zurückzukehren.

## Politische Karriere
Im Jahre 2000 wurde Andrej Kabjakou Erster Stellvertretender Ministerpräsident und war von 2002 bis 2003 Wirtschaftsminister von Belarus. Ab Dezember 2003 war er Vize-Ministerpräsident und seit Februar 2004 Vorsitzender des Aufsichtsrats der staatlichen Belpromstrojbank JSC.
Am 27. Dezember 2014 wurde Kabjakou als Nachfolger von Michail Mjasnikowitsch zum Ministerpräsidenten von Belarus ernannt.
Am 18. August 2018 entließ Präsident Aljaksandr Lukaschenka Kabjakou sowie die Minister für Bauwesen, Industrie, Kommunikation und Wirtschaft. 
Sein Nachfolger Sjarhej Rumas amtierte vom 18. August 2018 bis zum 4. Juni 2020; dann wurde auch er entlassen.

## Familie
Andrej Kabjakou ist verheiratet und hat eine Tochter und einen Sohn.